# Кирквуд, Томас
Томас Кирквуд (англ. Thomas Burton Loram Kirkwood; род. 6 июля 1951, Дурбан, Натал, ЮАР) — британский биолог.

## Биография
С 1954 г. живёт в Англии. Окончил Кембриджский университет, магистерская работа по математике (1972), бакалавриат по прикладной статистике в Оксфордском университете (1973), диссертация по биологии в Кембридже (1983). В 1973—1981 гг. сотрудник отдела статистики Национального института биологических стандартов и контроля, в 1981—1988 гг. научный сотрудник компьютерной лаборатории Национального института медицинских исследований в Лондоне, в 1988—1993 гг. руководитель лаборатории математической биологии в этом же институте. В 1993—1999 гг. профессор геронтологии Манчестерского университета (первая профессорская кафедра в Великобритании по этой специальности). В настоящее время директор Института старения и здоровья в составе Школы клинических медицинских исследований Ньюкаслского университета.
Кирквуд выдвинул (1977) и разрабатывает одну из основных математических моделей старения — теорию одноразовой сомы.

## Награды
- 2009 — Командор Орден Британской империи
- 2011 — Премия долголетия[нем.]
- 2017 — The Paton Lecture

## Основные публикации

### Научные статьи и монографии
- Kirkwood TBL. Evolution of ageing. // Nature 270:301-304. (1977)
- Kirkwood TBL, Rosenberger R, Galas DJ. Accuracy in Molecular Processes: Its Control and Relevance to Living Systems. — London: Chapman & Hall, 1986.
- Kirkwood TBL, Rose MR. Evolution of senescence: late survival sacrificed for reproduction. // Philosophical Transactions of the Royal Society, London B 332:15-24. (1991)
- Kirkwood TBL, Franceschi C. Is ageing as complex as it would appear? New perspectives in ageing research. // Annals of the New York Academy of Sciences 663:412-417. (1992)
- Kirkwood TBL, Bangham CRM. Cycles, chaos, and evolution in virus cultures: a model of defective interfering particles. // Proceedings of the National Academy of Sciences USA 91:8685-8689. (1994)
- Kirkwood TBL. Human senescence. // BioEssays 18:1009-1016. (1996)

### Научно-популярные издания
- Time of Our Lives: The Science of Human Aging (1999)
- Chance, Development, and Aging (2000, совместно с Калебом Финчем)
- The End of Age: Why Everything About Aging Is Changing (2001)